# Haploniscus acutus
Haploniscus acutus är en kräftdjursart som beskrevs av Menzies1962. Haploniscus acutus ingår i släktet Haploniscus och familjen Haploniscidae. Inga underarter finns listade i Catalogue of Life.